# Sasa hisauchii
Sasa hisauchii là một loài thực vật có hoa trong họ Hòa thảo. Loài này được (Makino) Makino miêu tả khoa học đầu tiên năm 1926.